# Bajkal (città)
Bajkal (in russo Байкал?) è un insediamento di tipo urbano della Russia, situato nei pressi della sorgente del fiume Angara, sulle rive del lago Bajkal.
La cittadina è un importante nodo di comunicazione: possiede un porto sul lago, una stazione ferroviaria (ferrovia circolare del Bajkal) ed è servita da un traghetto che la collega con Listvjanka.